# Riek de Raat
Hendrika Geertruida (Riek) Milikowski-de Raat (Amsterdam, 6 december 1918 – Eext, 5 augustus 2018) was een Nederlands kunstschilderes.

## Leven en werk
De Raat, geboren in een arbeidersgezin in de Amsterdamse Jordaan, volgde in 1936 een opleiding op het Instituut voor Kunstnijverheids Onderwijs (IvKNO) te Amsterdam en daarna op de Nieuwe Kunstschool, bij Jan Havermans eveneens in Amsterdam. Deze opleiding, in 1933 opgericht door Paul Citroen, was sterk antifascistisch en geïnspireerd op het Bauhaus in Duitsland. In de Tweede Wereldoorlog was zij actief in het verzet. Zij woonde en werkte tot 1953 in Amsterdam, van 1953 tot 1971 in Leiden, van 1971 tot 1995 in Zaandam en van 1995 tot 2011 weer in Amsterdam. Vanaf 2011 tot twee jaar voor haar dood verbleef ze in het Rosa Spier Huis in Laren.
In 1953 werd zij lid van het Leids schilder- en tekengenootschap Ars Aemula Naturae en volgde lessen aan de Vrije Academie en op de Academie voor Beeldende Kunsten in Den Haag, waar Paul Citroen inmiddels een van de belangrijkste docenten was.
De Raat was in 1947 gehuwd met socioloog Herman Milikowski, die in 1989 overleed. Hun in 1947 geboren zoon is de fotograaf en graficus Efraim Milikowski. Haar eerste huwelijk was met de verzetsstrijder Antoon Winterink, die in België door de Duitsers terechtgesteld werd nadat hij was opgepakt wegens illegale handelingen. In de bezettingstijd was Riek de Raat ook bevriend met Theun de Vries.
Het Stedelijk Museum De Lakenhal in Leiden bezit in de vaste collectie een serie tekeningen van De Raat van Leidse arbeiders en arbeiderskinderen. Een serie die zij vervaardigde in de periode waarin haar man onderzoek deed in de Leidse achterbuurten. Naast deze tekeningen heeft dit museum ook geschilderde portretten van Herman Milikowski (1975) en een zelfportret (2000). Het Museum Henriette Polak heeft een later zelfportret (2011) in de collectie.
Het Amsterdam Museum heeft in 2009 vier schilderijen in de museumcollectie opgenomen. Het werk van De Raat is realistisch, maar heeft tegelijkertijd een symbolische betekenis.
In 2002 was er een overzichtstentoonstelling Kleur als rode draad in het Vakbondsmuseum De Burcht in Amsterdam. Van 9 september tot en met 3 december 2006 was er bij het Museum Henriette Polak in Zutphen een tentoonstelling van haar werk te zien.
Op 30 oktober 2015 was Riek de Raat te zien in de VARA televisieserie De Strijd.